# Бобыкин, Александр Вениаминович
Александр Вениаминович Бобыкин (род. 5 апреля 1977 года, Свердловск, РСФСР, СССР) — российский архитектор, член-корреспондент РАХ (2019).

## Биография
Родился 5 апреля 1977 года в Екатеринбурге, живёт и работает в Москве.
В 2001 году — окончил Уральскую государственную архитектурно-художественную академию.
С 2003 года член, а с 2016 года президент Международной общественной ассоциации «Союз дизайнеров».
В 2019 году — избран членом-корреспондентом Российской академии художеств от Отделения дизайна.
Автор реализованных проектов жилых и общественных зданий как в России так и за рубежом, интерьеров государственных и частных помещений.
Основные проекты: Проект набережной с рестораном в г. Анаклия в Грузии (2011); проект смотровой площадки в заповеднике «Сатаплия» в Грузии (2012); проект комплексного развития территории спа-центра в г. Ревда Свердловской области (2019); проект комплексного развития территории курорта «Соленые озера» (г. Соль-Илецк Оренбургской области) (2021).

## Награды
- Медаль «Достойному» (2018)
- Золотая медаль Российской академии художеств (2019)